# Programme 13 200
Ne doit pas être confondu avec le Programme 13 000.
En France, le programme 13 200 est un plan pénitentiaire lancé en 2002 par Dominique Perben, alors ministre de la Justice.
Plusieurs prisons ont été construites les années suivantes, avec des ouvertures surtout en 2010-2011, et notamment deux maisons centrales ultra-sécuritaires (centre pénitentiaire d'Alençon-Condé-sur-Sarthe et centre pénitentiaire de Vendin-le-Vieil).